# Blädning
Blädning är en gallring där skogen efter avverkningen är fullskiktad. En skog som sköts med upprepade blädningar sköts med skogsskötselsystemet
blädningsbruk. En fullskiktad skog har träd i alla storleksklasser, från små plantor till stora träd, i alla delar av skogen, och det finns alltid fler små än stora träd. Blädningsbruk förutsätter skuggfördragande, sekundära trädslag. 

## Blädningsformer
Eftersom det enda kravet för att en avverkning ska klassificeras som blädning är att man efter avverkningen har kvar ett fullskiktat bestånd så kan man alltså avverka på många olika sätt och avverkningen ryms ändå inom begreppet blädning. Inom trakthyggesbruk finns det olika former av till exempel röjning och gallring, och på motsvarande sätt kan man definiera olika blädningsformer inom ramen för blädningsbruk. I realiteten finns det dock bara en form av blädning definierad sen tidigare: Stamvis blädning. Under de senaste åren har dock Lars Lundqvist vid SLU lanserat en blädningsform som kallas volymblädning . 

### Stamvis blädning
Detta är den ursprungliga formen som utvecklades i slutet av 1800-talet i Tyskland och Schweiz. Den kallades ofta "ren blädning", men så småningom ändrades namnet till stamvis blädning. , Namnet är missvisande såtillvida att all blädning är stamvis, precis som gallring, och inte grupp- eller beståndsvis som en slutavverkning. "J kurve-blädning" vore ett namn som tydligare beskriver metoden. En av de grundprinciper som tidigt lades fast var att man kontinuerligt skulle upprätthålla en i förväg bestämd diameterfördelning, vars form skulle motsvara ett spegelvänt 'J'. Därigenom fick man i princip samma volymtillväxt under varje blädningsintervall och man kunde avverka lika stor virkesvolym vid varje blädning. Medelvolymen hos de avverkade träden blev dessutom ungefär densamma vid varje blädning.
Fokuseringen på diameterfördelningen gjorde att man fick kontroll över hur skogen utvecklades. Inom trakthyggesbruket var kontrollenheten arealen, medan den inom blädningsbruk baserat på stamvis blädning var diameterfördelningen. Systemet kallades "kontrollmetoden" och innebar ofta att man klavade samtliga träd i skogen.
På kontinenten används ibland begreppet måldiameter inom ramen för stamvis blädning för att ytterligare kontrollera beståndsutvecklingen. Måldiametern är då den önskvärda diameter man vill ha på de träd som ska avverkas, ofta 45–50 cm eller 70–80 cm. Måldiametern är därmed lika med den maximala diameter som träden får uppnå.

### Volymblädning
Volymblädning är en blädningsform som ursprungligen lanserades i samband med diskussioner om blädning i fjällnära skog, men principen fungerar på samma sätt oavsett var i landet man befinner sig. Vid volymblädning fokuserar man på beståndets volym (virkesförråd) före och efter blädning. Man släpper de strikta kraven på diameterfördelningen som man har vid stamvis blädning och nöjer sig med att beståndet förblir fullskiktat. Fördelen är att det blir enklare ur praktisk synpunkt jämfört med stamvis blädning. Nackdelen är att man inte har samma kontroll på hur skogen utvecklas över tiden.

## Blädningsingreppet
När det gäller det direkta trädvalet så är huvudreglerna:
- bibehåll skiktningen
- försök inte gynna föryngringen utan vårda trädskiktet
- bibehåll ett stort virkesförråd jämnt fördelat över arealen
- undvik att skapa eller utvidga luckor

I övrigt har man stor frihet. Avverkningen koncentreras till de större träden, grövre än 25–30 cm i brösthöjd. Detta gör att medelvolymen för de avverkade träden normalt blir avsevärt större än vid gallring och oftast även större än vid slutavverkning. Den som vill avverka enstaka mindre träd (10–25 cm diameter i bröst-höjd), för att avlägsna skadade träd eller träd med dålig kvalitet, kan naturligtvis göra det, men det finns inget krav på att man måste "sköta" de klenare träden. Eftersom man långsiktigt inte kan avverka fler träd än vad inväxningen motsvarar, och man sällan vet hur stor inväxningen är, så finns det skäl att vara restriktiv med avverkning av mindre träd. Som riktvärde kan man räkna med en årlig inväxning på cirka 10 stammar per ha och år som växer förbi diametergränsen 8–10 cm i brösthöjd.
Man ska inte försöka påverka vare sig föryngring eller inväxning genom att exempelvis glesa ut lite extra eller göra luckor i beståndet. Sådana åtgärder resulterar bara i sänkt virkesproduktion. Man ska normalt inte heller "röja" i yngre grupper, annat än i extrema undantagsfall. Våra svenska marker är sällan så föryngringsvilliga att man får problem med för mycket plantor.

## Avverkningsteknik
Val av avverkningsmaskiner för blädning måste baseras på tre kriterier:
- Maskinerna måste klara av de förväntade trädstorlekarna
- Skadenivåerna måste minimeras
- Avverkningskostnaderna måste vara acceptabla

Eftersom de flesta träd som skall avverkas är stora, dvs ha en stamvolym som överstiger 0,5 m3sk, så talar det mesta för att stora (15 ton eller större) skördare är att föredra vid blädning. Riskerna med att välja en mellanstor skördare (12 till 15 ton) är att man får ökade reparations- och underhållskostnader på grund av att man belastar maskinen för hårt samt att man får ökade skador på det kvarlämnade beståndet då den mindre maskinen inte klarar av att fälla och upparbeta träden på ett fullgott sätt. 
Valet av skotare står mellan större mellanskotare, det vill säga mellanskotare med en lastkapacitet på 12–16 ton och stora slutavverkningsskotare med en lastkapacitet på 18–20 ton. I de flesta fall torde det vara fördelaktigt att välja en mellanmaskin. 
Fällning kan utföras som vid vanlig gallring, med fällning av träden in i beståndet samtidigt som man försöker undvika skador på de kvarvarande träden, eller så att maskinföraren strävar efter att fälla och lyfta träden så att de faller i stickvägen för att minimera arealen som påverkas.
Vid blädningsbruk måste man normalt sett räkna med att anlägga ett permanent stickvägsnät. Det tar 100–150 år för träden i stickvägen att bli så stora att stickvägen verkligen har vuxit igen, och det gör att man i praktiken inte kan flytta stickvägarna.